# 애리애나 허핑턴

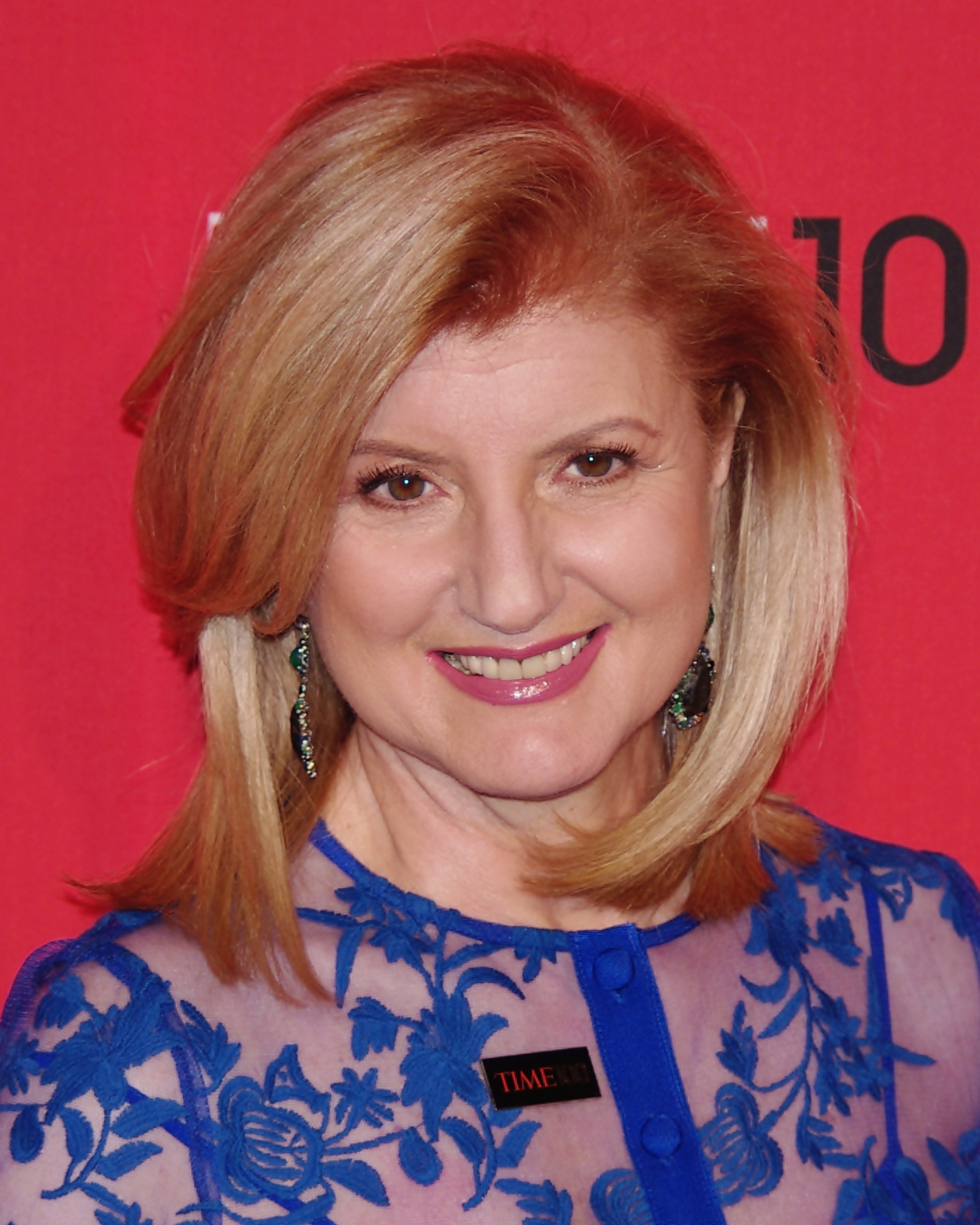
애리애나 허핑턴

애리애나 허핑턴(Arianna Huffington, 1950년 7월 15일~)은 미국의 작가이자, 칼럼니스트이다. 허핑턴 포스트의 설립자로, 그리스 아테네 태생이다. 본명은 아리아나 스타시노풀루(그리스어: Αριάννα Στασινοπούλου, Ariánna Stasinopoúlou)이다. 2009년 포브스 잡지의 미디어계에서 가장 영향력있는 여성 12위에 선정되었다.

## 역대 선거 결과
| 선거명        | 직책명            | 대수 | 정당   | 득표율 | 득표수   | 결과 | 당락 |
| ------------- | ----------------- | ---- | ------ | ------ | -------- | ---- | ---- |
| 2003년 재선거 | 캘리포니아 주지사 | 38대 | 무소속 | 0.55%  | 47,505표 | 5위  | 낙선 |